# Galápagosbussard
Der Galápagosbussard (Buteo galapagoensis) ist eine Greifvogelart aus der Gattung der Bussarde. Er ist auf den Galapagosinseln endemisch. Sein Bestand wird als gefährdet eingeschätzt.

## Verbreitungsgebiet und Lebensraum
Wie der Name besagt, ist er nur auf den Galapagosinseln heimisch. Seine Lebensräume reichen von Tropenwäldern bis zu Steppen und Gebirgen.

## Eigenschaften
Der Galápagosbussard wird bis zu 56 cm lang und erreicht ein Gewicht von 650–850 g. Das Gefieder ist bei Männchen und Weibchen gleich. Sein Gefieder ist dunkelbraun und der Schwanz grau gestreift. Das Weibchen ist um einiges größer als das Männchen.

## Fortpflanzung
Die Bussarde nisten in Bäumen und benutzen dasselbe Nest oft mehrfach. Bei jeder Brut wird das Nest vergrößert, so dass es mit den Jahren sehr groß werden kann. Sowohl das Männchen als auch das Weibchen betreiben Brutpflege.
Das Weibchen paart sich mit durchschnittlich zwei (einem bis acht) männlichen Bussarden. Dabei gibt es völlig monogame Populationen, aber auch Populationen, wo alle Weibchen mehrere Männchen haben. Die Männchen sind meist nicht nahe miteinander verwandt und beteiligen sich alle an der Brutpflege. Von welchem der männlichen Bussarde schließlich das Jungtier abstammt, scheint Zufall zu sein. Wenn mehrere Jungtiere vorhanden sind, stammen sie meist von unterschiedlichen Vätern.
Sowohl Männchen als auch Weibchen bebrüten die bis zu drei Eier. Nach dem Schlupf jagt zuerst nur das Männchen während das Weibchen bei den Jungen bleibt und sie mit der Beute füttert, später füttern und jagen beide Eltern. Meist wird dennoch nur ein Junges mit zwei Monaten flügge. Das Junge bleibt bis zu vier Monaten bei seinen Eltern, bis es von ihnen verjagt wird.

## Jagdverhalten
Der Galápagosbussard jagt vor allem aus der Luft. Er frisst Kleinsäuger, Reptilien, Insekten und andere Gliederfüßer und auch kleinere Vögel, angeschwemmte tote Fische und anderes Aas.

## Zutraulichkeit
Wie Inseltiere, die keine natürlichen Feinde kennen, hat der Galápagosbussard seinen Fluchtinstinkt verloren. Dass Galápagosbussarde nicht nur einfach zahm sind, merkt man, wenn sie bedroht werden: Selbst wenn die meist armen Einheimischen Bussarde, die ihre Hühnerküken jagen, mit dem Stock erschlagen, werden die Tiere nicht scheu, wie ein normales Wildtier das aus unserer Sicht werden müsste, sondern fliegen selbst dann nicht davon, wenn sie schon von dem Stock getroffen wurden. Damit unterscheiden sie sich deutlich beispielsweise von unseren Haushunden, die richtig verwildern können. Wegen des fehlenden Fluchtinstinkts ist er auf von Menschen bewohnten Inseln stark gefährdet. (S. 425 ff., S. 46)

## Herkunft
Untersuchungen der mitochondrialen DNA des Galápagosbussards und seines nächsten Verwandten, des Präriebussards (Buteo swainsoni) zeigen, dass die Vorfahren des Galápagosbussards die Inseln etwa vor 300 000 Jahren besiedelt haben. Damit sind sie die jüngsten Einwanderer der Inseln, verglichen mit den Darwinfinken deren Vorfahren vor etwa 2–3 Millionen Jahren auf die Inseln kamen.
Dennoch gibt es Hinweise, dass die Galápagosbussarde sich schon am Anfang einer Aufspaltung in mehrere Arten befinden.